# Mount-Oku-Bürstenhaarmaus
Die Mount-Oku-Bürstenhaarmaus oder Dieterlens Bürstenhaarmaus (Lophuromys dieterleni) ist ein wenig erforschtes Nagetier aus der Gattung der Bürstenhaarmäuse (Lophuromys). Sie ist in Kamerun endemisch. Das Artepitheton dieterleni ehrt den deutschen Mammalogen Fritz Dieterlen.

## Merkmale
Die Mount-Oku-Bürstenhaarmaus erreicht eine Kopf-Rumpf-Länge von 113 bis 128 mm, eine Schwanzlänge von 74 bis 77 mm, eine Ohrenlänge von 17 bis 18 mm sowie eine Hinterfußlänge von 20 bis 24 mm. Das Körpergewicht liegt bei 49 bis 62 g. Der ungesprenkelte Rücken ist dunkel graubraun, der Bauch ist braun. Die Vorder- und Hinterfüße sind hellbräunlich. Der kurze Schwanz weist eine Länge auf, die 61 % der Kopf-Rumpf-Länge entspricht. Die Schwanzoberseite ist braun, die Unterseite ist heller. Der Schädel ähnelt dem der Gelbflecken-Bürstenhaarmaus (Lophuromys flavopunctatus). Er ist breit in der Kontur. Die Schnauze ist ziemlich kurz.
Der hintere Rand des Gaumenbeins ist geradlinig und der Flügelfortsatz mit einer U-förmigen Fossa pterygoidea ist groß und parallel. Die Backenzähne weisen deutliche Grate zwischen den Höckern t3 und t6 auf dem ersten Molar (m1) auf.

## Systematik
Die fünf Typusexemplare (drei Männchen, zwei Weibchen) wurden im Januar 1967 von Martin Eisentraut am Oku in 2100 m Höhe gesammelt. Die wissenschaftliche Erstbeschreibung erfolgte 1997 durch Walter Verheyen, Jan Hulselmans, Marc Colyn und Rainer Hutterer basierend auf morphologischen und morphometrischen Daten. 2002 wurde das Taxon von Verheyen und seinen Kollegen der Artengruppe von Lophuromys aquilus zugeordnet. In der Folgezeit wurden neue Exemplare an der Typuslokalität gesammelt und im Jahr 2014 von Christiane Denys und ihren Kollegen beschrieben, wobei signifikante morphologische Unterschiede zu anderen Taxa hervorgehoben wurden. Die Art ist monotypisch.

## Verbreitungsgebiet
Die Mount-Oku-Bürstenhaarmaus ist nur vom Berg Oku im Bamenda-Hochland in Kamerun bekannt. 

## Lebensraum
Die Mount-Oku-Bürstenhaarmaus bewohnt den Bergregenwald am Oku in einer Höhenlage ab 2000 m. Die Terra typica ist von einem Kratersee umgeben.

## Lebensweise
Die Lebensweise dieser Art ist nicht dokumentiert.

## Status
Die Mount-Oku-Bürstenhaarmaus wird in der IUCN Red List als „stark gefährdet“ (endangered) eingestuft, da ihr Verbreitungsgebiet etwa 459 km² beträgt, alle Individuen an einem einzigen Ort vorkommen und die Ausdehnung und Qualität ihres Lebensraums durch die Rodung von Land für die Landwirtschaft und vermutlich auch durch Abholzungsaktivitäten kontinuierlich abnimmt.